# 王豪 (香港演員)
王豪（1917年—1991年），出生於中國天津市，其妻子為著名女演員陳燕燕，拍攝參加演出過多部電影，並也曾擔任過電影導。曾在《筧橋英列傳》演出。